# Arte do Paleolítico em Portugal
A arte do Paleolítico em Portugal evoluiu da mesma forma que decorreu no resto do mundo. Foi sobretudo durante o Paleolítico Superior que se desenvolveram as primeiras expressões artísticas em solo português devido a um rigoroso período de glaciação que se verificou nesta época. Os sítios arqueológicos não estão muito dispersos uns dos outros, concentrando-se, na sua maioria, na Estremadura, mais precisamente na Península de Lisboa.
À parte destes existem outros locais onde a arte das cavernas e ao ar livre se destacam, tais como a gruta do Escoural, Montemor-o-Novo, Mazouco e o Vale do Côa. A temática da pintura foca sobretudo episódios do dia-a-dia, como por exemplo uma caçada ou uma batalha com uma tribo inimiga. As gravuras são muito simples, zoomórficas e monocromáticas.
Durante este período não existem quaisquer vestígios arquitectónicos devido à natureza nómada das tribos.